# جون سيويل
جون سيويل هو سياسي كندي، ولد في 1940 في تورونتو في كندا. انتخب عمدة تورونتو ‏ (1 ديسمبر 1978 – 30 نوفمبر 1980).